# Doktersdreefje
Het Doktersdreefje (Steenbergs: 't Doktersdrifke) is een straat in Steenbergen, in de Nederlandse provincie Noord-Brabant. De weg loopt van de Noordwal tot het kruispunt met de Oostdam, waar hij uitkomt op de Markt. 
Aan het begin van het Doktersdreefje ligt een stadsboerderij, het Vermeulenhuis, voorzien van een gevel in neorenaissancestijl.